# Aile Asszonyi
Aile Asszonyi (nacida el 22 de julio de 1975) es una soprano estonia que ha hecho una carrera internacional, conocida por papeles dramáticos como Turandot de Puccini, Senta de Wagner y Elektra de Richard Strauss.

## Biografía
Asszonyi nació el 22 de julio de 1975. Estudió en la Academia de Música y Teatro de Estonia en Tallin con Matti Pelo y Helin Kapten, y se graduó en 2002. Estudió más en el estudio de la Ópera Nacional Neerlandesa de 2002 a 2004, y en la Carlo Bergonzi Accademia Verdiana en Busseto. Ganó el Prix des Donateurs en el Concurso Reina Isabel en Bruselas en 2004.
Asszonyi cantó por primera vez en el Coro de Cámara Filarmónica de Estonia. Debutó en el escenario en 2000 como Despina en Così fan tutte de Mozart en el Teatro Vanemuine de Tartu. Participó en los estrenos mundiales de las óperas Zora D y Dve glave i devojka de Isidora Žebeljan. Fue miembro de la Ópera Nacional de Estonia desde 2010. Sus papeles incluyen Armida de Haydn, Fiordiligi de Mozart, Donna Anna y Donna Elvira en Don Giovanni, Adina en El elixir de amor de Donizetti, Violetta y Juana de Arco de Verdi. Luego se aventuró en papeles más dramáticos, como el papel principal en Fidelio de Beethoven, y tanto Elisabeth como Venus en Tannhäuser de Wagner. En Europa, interpretó los papeles de la Madre en Il prigioniero de Dallapiccola en la Ópera de Graz  en 2016,  Prothoe en Penthesilea de Schoeck en la Ópera de Bonn y Abigaille en Nabucco de Verdi en el Teatro de Ratisbona. Apareció como Fata Morgana en El amor de las tres naranjas de Prokófiev en el Teatro Coblenza, como Isolda de Wagner y Turandot de Puccini en el Teatro Sarrebruck, y como Senta en El holandés errante de Wagner con De Nederlandse Reiseoper. Ha cantado con directores como Neeme Järvi, Paavo Järvi y Dirk Kaftan y con directores como Dmitry Bertman, Michiel Dijkema, Stefan Herheim, Roman Hovenbitzer, Tobias Kratzer, Peter Konwitschny, David Pountney, Daniel Slater, Nicola Raab y Andrejs Žagars.
En 2023, Asszonyi apareció en el papel principal de Electra de Richard Strauss en la Ópera de Fráncfort,  dirigida por Claus Guth y dirigida por Sebastian Weigle. Un crítico señaló que fue convincente desde el principio tanto por una «voz enérgica, voluminosa y dramática» como por su presencia en el escenario, actuando como una mujer traumatizada al borde de la locura. Jan Brachmann de la Frankfurter Allgemeine Zeitung (FAZ) la experimentó identificándose con su personaje y retratando en su monólogo a una mujer con una capacidad de amar no realizada.
Participó en el estreno mundial del oratorio Über Liebe und Hass / Sobre el amor y el odio de Sofiya Gubaidúlina tanto en Tallin como en el Festival Olavsdagene en Trondheim.
Asszonyi fue nombrado mejor músico del año 2007 por el Consejo de Música de Estonia y recibió el premio anual de Teatro de Estonia a la mejor interpretación operística en 2009.